# Operação Furna da Onça
A Operação Furna da Onça foi uma operação policial brasileira deflagrada pela Polícia Federal no dia 8 de novembro de 2018. Foram expedidos pelo Tribunal Regional Federal da 2ª Região (TRF-2), inicialmente, 19 mandados de prisão temporária, 3 de prisão preventiva e 47 de busca e apreensão. A ação, que foi um desdobramento da Operação Lava Jato no estado do Rio de Janeiro, contou com a participação de 200 policiais federais, 35 membros do Ministério Público Federal e 10 auditores da Receita Federal.
O objetivo da operação, baseada na delação premiada de Carlos Miranda (apelidado de Avestruz), nas provas obtidas por meio das colaborações dos doleiros Cláudio Barbosa (também conhecido como Tony) e Vinícius Claret (o Juca Bala) e nas investigações feitas no âmbito da Operação Cadeia Velha, é investigar a participação de deputados estaduais do Rio de Janeiro em um esquema de corrupção, lavagem de dinheiro e loteamento de cargos públicos e mão de obra terceirizada em órgãos do Governo do Estado do Rio de Janeiro. De acordo com Miranda, um grupo de parlamentares recebia mensalmente uma quantia do grupo político de Sérgio Cabral em troca de apoio parlamentar, quantia que variava de R$ 20 mil a R$ 100 mil.
O nome "Furna da Onça" faz referência a uma sala localizada ao lado do plenário da Assembleia Legislativa do Estado do Rio de Janeiro (Alerj) utilizada por parlamentares para reuniões curtas entre as seções que ocorrem no plenário, para conversas e reuniões particulares e para recepção de convidados. Segundo o historiador Gilberto Catão, a sala ficou conhecida como "Furna da Onça" devido ao fato de deputados optarem por irem ao local a fim de discutir assuntos de forma acalorada.
No dia 14 de dezembro de 2018, o Ministério Público Federal (MPF) protocolou no Tribunal Regional Federal da 2ª Região (TRF-2) uma denúncia contra 29 pessoas suspeitas de corrupção, lavagem de dinheiro e organização criminosa a partir das investigações da Operação Furna da Onça. Entre os denunciados, estão: os 10 deputados estaduais alvos da operação; o ex-governador fluminense Sérgio Cabral; ex-secretários estaduais; atuais e ex-assessores de gabinetes da Alerj; e gestores da cúpula do Detran-RJ.

## Esquema investigado
A operação Furna da Onça mirou um esquema de compra de apoio político de parlamentares iniciado em 2007, no primeiro mandato do governador fluminense Sérgio Cabral, e mantido até 2018. Investigações feitas antes da deflagração da operação apontaram que alguns deputados estaduais do Rio de Janeiro recebiam propinas mensais, que variavam entre 20 mil e 100 mil reais, e cargos a fim de votarem de acordo com os interesses do grupo político comandado pelo ex-governador Sérgio Cabral, a exemplo da aprovação das contas do governo. A propina, resultado de sobrepreço de contratos estaduais e federais, era depositada em um fundo único e paga aos parlamentares em caso de necessidade de interferência em votações. O controle das transações bancárias envolvidas no esquema desvelado era feito através do "Sistema ST". Os deputados envolvidos também eram beneficiados, de forma ilícita, com o loteamento de cargos em diversos órgãos públicos do Governo do Estado do Rio de Janeiro, como o Detran-RJ, onde alocavam mão de obra comissionada ou terceirizada.
Segundo Ricardo Saadi, superintendente da Polícia Federal, o esquema de compra e venda de votos na Assembleia Legislativa do Estado do Rio de Janeiro (Alerj), também conhecido como "Mensalinho da Alerj" em referência ao Escândalo do Mensalão, movimentou ao menos R$ 54,5 milhões. De acordo com Xênia Soares, delegada da Polícia Federal, parte do dinheiro vinha do doleiro Álvaro Novis e era passado pela Fetranspor ao presidente da Alerj (Paulo Melo ou Jorge Picciani), enquanto que outra parte vinha de sobrepreços de obras feitas pela Odebrecht (atual OEC) no estado do Rio de Janeiro. O responsável por fazer o canal entre os poderes Legislativo e Executivo dentro do esquema seria Affonso Monnerat, titular da Secretaria de Estado de Governo.
A Operação Furna da Onça foi baseada na delação de Carlos Emanuel de Carvalho Miranda, gerente financeiro do esquema chefiado pelo ex-governador Sérgio Cabral e investigado pela Operação Calicute. De acordo com Carlos Miranda, a repartição de propina entre os deputados era feita pelo presidente da Casa na ocasião, Jorge Picciani ou Paulo Melo. No entanto, segundo Miranda, alguns dos deputados também recebiam "prêmios" de Sérgio Cabral para que atendessem aos interesses da organização criminosa liderada pelo ex-governador na Assembleia, valores esses que eram oriundos de recursos desviados do Poder Executivo. De acordo com a delegada Xênia Soares, Carlos Miranda era, a princípio, o responsável pela distribuição das propinas, responsabilidade que foi terceirizada devido à amplitude do esquema.
Segundo Sérgio de Castro Oliveira, um dos responsáveis por entregar e receber propinas da organização criminosa liderada por Sérgio Cabral, afirma que o número de envolvidos em esquemas de repasse de propina poderia chegar a 60 parlamentares. Segundo as investigações que resultaram na Operação Furna da Onça, o presidente da Assembleia Legislativa, posto ocupado tanto por Jorge Picciani como por Paulo Melo desde 2007, recebia valores a serem distribuídos para outros deputados além dos alvos da operação.

## Alvos de mandados de prisão
No âmbito da Operação Furna da Onça, foram expedidos pelo Tribunal Regional Federal da 2ª Região (TRF-2) inicialmente 22 mandados de prisão, sendo 19 de prisão temporária e 3 de prisão preventiva. Os alvos dos mandados de prisão preventiva foram Edson Albertassi, Jorge Picciani e Paulo Melo, que haviam sido presos anteriormente no âmbito da Operação Cadeia Velha. Já os demais alvos da operação tiveram, a princípio, prisão temporária (por até cinco dias) decretada. Posteriormente, o TRF-2 determinou que mais 14 dos alvos da operação passassem a cumprir prisão preventiva, incluindo duas pessoas ligadas a Paulo Melo que não haviam sido presas no dia da deflagração da operação.
A tabela a seguir lista o nome e o(s) cargo(s) dos alvos de mandados de prisão no âmbito da Operação Furna da Onça.
|  | Alvo                                                             | Cargo(s) exercido(s) antes da operação | Notas |
|  | ---------------------------------------------------------------- | --- | ----- |
|  | André Gustavo Pereira Corrêa da Silva (André Corrêa)             | • Deputado estadual • Ex-titular da Secretaria de Estado de Meio Ambiente |       |
|  | Edson Albertassi                                                 | • Deputado estadual afastado |       |
|  | Francisco Manoel de Carvalho (Chiquinho da Mangueira)            | • Deputado estadual • Presidente da escola de samba Estação Primeira de Mangueira • Corregedor parlamentar da Assembleia Legislativa do Estado do Rio de Janeiro (Alerj)                  | [ b ] |
|  | Jairo Souza Santos (Coronel Jairo)                               | • Deputado estadual |       |
|  | Jorge Sayed Picciani (Jorge Picciani)                            | • Deputado estadual afastado • Presidente afastado da Assembleia Legislativa do Estado do Rio de Janeiro (Alerj)                                                                          |       |
|  | Luiz Antonio Martins (Luiz Martins)                              | • Deputado estadual |       |
|  | Marcelo Nascif Simão (Marcelo Simão)                             | • Deputado estadual | [ c ] |
|  | Marcos Abrahão                                                   | • Deputado estadual |       |
|  | Marcus Vinícius de Vasconcelos Ferreira (Marcus Vinícius Neskau) | • Deputado estadual |       |
|  | Paulo César Melo de Sá (Paulo Melo)                              | • Deputado estadual afastado • Ex-presidente da Assembleia Legislativa do Estado do Rio de Janeiro (Alerj)                                                                                |       |
|  | Affonso Henriques Monnerat Alves da Cruz (Affonso Monnerat)      | • Titular da Secretaria de Estado de Governo |       |
|  | Leonardo Silva Jacob (Leonardo Jacob)                            | • Presidente do Detran-RJ | [ d ] |
|  | Vinicius Medeiros Farah (Vinicius Farah)                         | • Ex-presidente do Detran-RJ • Ex-prefeito de Três Rios | [ e ] |
|  | Andreia Cardoso do Nascimento                                    | • Ex-assessora parlamentar e operadora financeira de Paulo Melo • Ex-chefe do gabinete de Paulo Melo na Alerj                                                                             | [ f ] |
|  | Alcione Chaffin Andrade Fabri                                    | • Chefe de gabinete e operadora financeira de Marcos Abrahão | [ g ] |
|  | Carla Adriana Pereira                                            | • Titular da Diretoria de Registro de Veículos do Detran-RJ • Ex-subdiretora-geral de Assuntos Legislativos da Assembleia Legislativa do Estado do Rio de Janeiro (Alerj)                 |       |
|  | Daniel Marcos Barbiratto de Almeida (Daniel Martins)             | • Operador financeiro e enteado de Luiz Martins • Vereador do Rio de Janeiro |       |
|  | Fabio Cardoso do Nascimento                                      | • Ex-assessor parlamentar de Jorge Picciani | [ f ] |
|  | Jennifer Souza da Silva                                          | • Empregadora do Grupo Facility/Prol vinculada a Paulo Melo | [ e ] |
|  | Jorge Luis de Oliveira Fernandes                                 | • Assessor parlamentar e operador financeiro de Coronel Jairo | [ g ] |
|  | Jorge Luiz Ribeiro                                               | • Ex-assessor parlamentar, operador financeiro e braço direito de Jorge Picciani | [ e ] |
|  | José Antonio Wermelinger Machado                                 | • Ex-chefe de gabinete e principal operador financeiro de André Corrêa |       |
|  | Leonardo Mendonça Andrade                                        | • Assessor parlamentar e operador financeiro de Marcos Abrahão |       |
|  | Magno Cezar Motta                                                | • Ex-assessor parlamentar e operador financeiro de Paulo Melo |       |
|  | Marcus Wilson Von Seehausen                                      | • Ex-chefe do gabinete de Marcus Vinícius Neskau na Alerj | [ e ] |
|  | Shirlei Aparecida Martins Silva                                  | • Subsecretária de Integração dos Programas Sociais da Secretaria de Estado de Ciência, Tecnologia, Inovação e Desenvolvimento Social • Ex-chefe do gabinete de Edson Albertassi na Alerj | [ d ] |

Legenda:
     Deputados estaduais
     Titulares de órgãos e secretarias estaduais
     Pessoas ligadas aos deputados estaduais alvos da operação

## Suspeita de vazamento de informações
Um dia após a deflagração da Operação Furna da Onça, o desembargador relator da operação no TRF-2, Abel Gomes, afirmou que havia indícios de que parte dos investigados tinha conhecimento prévio da ação deflagrada no dia anterior. O suposto vazamento foi relatado pela Polícia Federal, cujo teor encontra-se sob sigilo, e relatado em decisão em que Gomes negou a revogação das prisões temporárias solicitada pela defesa de alguns dos alvos da operação. Antes da decisão, um post no blog do Lauro Jardim relatara que havia parlamentar que, um dia antes da deflagração da Operação Furna da Onça, tinha conhecimento de uma operação da Polícia Federal que ocorreria no dia seguinte.
Diversos indícios indicam que deputados alvos da operação tinham de fato conhecimento prévio da operação. No dia da deflagração da Operação Furna da Onça, policiais federais encontraram na casa do deputado estadual Coronel Jairo somente um computador com todos os arquivos e históricos de navegação apagados. Também em relação a Jairo, investigadores descobriram que o parlamentar e a filha haviam saído de todos os grupos de WhatsApp que participavam no dia anterior ao da operação. Já Affonso Monnerat, outro alvo da operação, recebeu a equipe policial, que cumpria mandado de prisão temporária, vestido socialmente e com diploma de formação acadêmica devidamente separado. Nas casas de Affonso Monnerat e de Marcus Vinícius Neskau e no gabinete do segundo, não foram encontrados computadores.

## Relatório sobre transações bancárias suspeitas
Em dezembro de 2018, veio à tona um relatório de 422 páginas do Conselho de Controle de Atividades Financeiras (Coaf) que havia sido anexado pelo Ministério Público Federal à investigação que origem à Operação Furna da Onça e que ganhou grande repercussão nacional por envolver um ex-assessor parlamentar de Flávio Bolsonaro, filho do presidente Jair Bolsonaro. O documento reúne informações a respeito de operações bancárias de 75 funcionários e ex-servidores da Assembleia Legislativa do Estado do Rio de Janeiro (Alerj) citadas em comunicados sobre transações financeiras suspeitas. As operações suspeitas, que envolvem pessoas que trabalham ou trabalharam em 20 gabinetes de deputados estaduais do Rio de Janeiro de diferentes matizes ideológicas, totalizam mais de R$ 207 milhões. Também são citados no relatório outros 470 funcionários e ex-servidores da Alerj na condição de remetentes ou destinatários de recursos.
Abaixo são listados os deputados estaduais cujos funcionários realizaram transações suspeitas no período entre janeiro de 2016 e janeiro de 2017 de acordo com o relatório do Coaf junto com os valores movimentados por gabinete:
- André Ceciliano (PT): R$ 49,3 mi
- Paulo Ramos (PDT): R$ 30,3 mi
- Márcio Pacheco (PSC): 25,3 mi
- Luiz Martins (PDT): 18,5 mi
- Dr. Deodalto (DEM): 16,3 mi
- Carlos Minc (PSB): 16,0 mi
- Coronel Jairo (SD): 10,2 mi
- Marcos Muller (PHS): 7,8 mi
- Luiz Paulo (PSDB): 7,1 mi
- Carlos Alberto Lavrado Cupello (SD): 4,3 mi
- Pedro Augusto (PSD): 4,1 mi
- Átila Nunes (MDB): 2,2 mi
- Iranildo Campos (SD): 2,2 mi
- Marcia Jeovani (DEM): 2,1 mi
- Jorge Picciani (MDB): 1,8 mi
- Eliomar Coelho (PSOL): 1,7 mi
- Flávio Bolsonaro (PSL): 1,3 mi
- Waldeck Carneiro (PT): 0,7 mi
- Benedito Alves (PRB): 0,5 mi
- Marcos Abrahão (AVANTE): 0,3 mi

Em meados de 2018, a Procuradoria-Geral de Justiça do Rio de Janeiro instaurou um procedimento criminal a fim de investigar as circunstâncias das movimentações dos funcionários da Alerj. Em nota, o Ministério Público Federal confirmou que incluiu o relatório do Coaf nas investigações feitas pela instituição mas esclareceu que nem todos os nomes citados no documento foram incluídos nas apurações pois nem todas as movimentações atípicas seriam, necessariamente, ilícitas.

## Consequências políticas

### Presidência da Alerj
Um dos alvos da operação, o deputado estadual André Corrêa (DEM) era pré-candidato à presidência da Assembleia Legislativa do Estado do Rio de Janeiro (Alerj), posição que inicialmente se manteve após o mandado de prisão temporária expedido contra o parlamentar. No entanto, a prisão de Corrêa foi posteriormente convertida para preventiva. A bancada do Partido Social Liberal (PSL), partido que elegera a maior bancada da Alerj nas eleições de 2018, cogitava apoiar a candidatura de André Corrêa a fim de derrotar a candidatura do petista André Ceciliano em troca da vice-presidência da Casa, da primeira-secretaria da Mesa Diretora e do comando de três comissões permanentes. Após a Operação Furna da Onça, a executiva estadual do PSL decidiu que não iria, a princípio, lançar um nome próprio para a presidência da Assembleia e que iria apoiar a candidatura de alguém que não tivesse votado a favor das contas do então governador Luiz Fernando Pezão (MDB).